# Colin Eggleston
Colin Eggleston, né le 23 septembre 1941 à Melbourne et mort le 10 août 2002 à Genève, est un réalisateur australien.

## Filmographie

### Comme réalisateur
- 1964 : Homicide (série télévisée)
- 1969 : Division 4 (série télévisée)
- 1970 : The Long Arm (série télévisée, 6 épisodes)
- 1971 : Matlock Police (série télévisée)
- 1977 : Fantasm Comes Again (sous le pseudo d'Eric Ram)
- 1978 : Long Weekend
- 1981 : Bellamy (série télévisée, 2 épisodes)
- 1982 : The Little Feller
- 1984 : Innocent Prey
- 1986 : Cassandra
- 1986 : Dakota Harris (Sky Pirates)
- 1986 : Body Business (TV)
- 1987 : Outback Vampires

### Comme scénariste
- 1964 : Homicide (série télévisée)
- 1969 : Division 4 (série télévisée)
- 1976 : Rush (série télévisée)
- 1977 : Bluey (2 épisodes)
- 1978 : L'Escadron volant (Chopper Squad série télévisée, 1 épisode, Psychotic Lady)
- 1980 : Nightmares (autre titre : Stage Fright)
- 1984 : Innocent Prey
- 1986 : Cassandra
- 1987 : Outback Vampires

### Comme producteur
- 1978 : Long Weekend
- 1980 : Nightmares (autre titre : Stage Fright)
- 1981 : Air Hawk (TV) (autre titre : Star of the North)
- 1982 : The Little Feller
- 1984 : Innocent Prey

## Récompenses
- Primé au Festival international du film fantastique d'Avoriaz 1979 d'une Antenne d'or pour Long Weekend, partagé avec Invasion of the Body Snatchers (1978).
- Primé au Festival international du film de Catalogne de Sitges en 1978 du prix du jury de la critique internationale (Prize of the International Critics' Jury) pour Long Weekend (1978)